# ليونهيد استوديو
ليونهيد استوديو (بالإنجليزية: Lionhead Studios)‏ هي شركة بريطانية متخصصة في ألعاب الفيديو ، تأسست عام 1996 ويقع مقرها في غلدفورد، سري، المملكة المتحدة. تقوم الشركة بـ تطوير ألعاب الفيديو. من فروعها غلدفورد.

## من ألعابها
- فابل II
- ذي موفيز

## وصلات خارجية
- الموقع الإلكتروني